# Алпска стрижибуба
Алпска стрижибуба (лат. Rosaliа alpina) је инсект из реда тврдокрилаца (Coleoptera) и породице стрижибуба (Cerambycidae). Описао ју је Карл Лине 1758. године. Сврстана је у потпородицу Cerambycinae.

## Опис
Тело је сивоплаве до светлоплаве боје. Вратни штит (пронотум) и покрилца са варијабилним црним мрљама и штрафтама. Антене дуге, први и други чланак су црни, од трећег до шестог плави са чуперцима црних длачица на крајевима. Тело је дуго 15-38 mm.

## Распрострањење
Ова врста насељава планинске делове Јужне и Средње Европе, јужну Шведску, Кавказ, Крим и Јерменију. Широко је распрострањена у планинским подручјима Србије.

## Биологија
Животни циклус траје од две до три године. Ларве се развијају у мртвом листопадном дрвећу, пре свега у старим стаблима букве, али и бреста, граба, јове, глога, ораха, храста, врбе, питомог кестена. Адулти се срећу на биљци домаћину и могу се видети од од маја до августа.

## Статус заштите
Врста је наведена у анексима II и IV ЕУ Директиве о стаништима и анексу I Конвенције о очувању европске дивље флоре и фауне и природних станишта. Налази се на Европској црвеној листи сапроксилних тврдокрилаца  а у Србији је строго заштићена врста.